# Карл Герделер
Ка́рл Фрі́дріх Ге́рделер (31 липня 1884, Шнейдемюле — 2 лютого 1945, Берлін) — один з лідерів Липневої змови проти Гітлера (1944), колишній мер міста Лейпциг. З 1931 по 1935 — імперський комісар з питань цін.

## Біографія
Карл Герделер народився 31 липня 1884 у м. Шнейдемюле (нині м. Піла, Польща) у сім'ї пруського державного службовця — його батько, Юліус Герделер, був суддею першої інстанції. У 1902-1905 здобув вищу юридичну освіту у Тюбінгенському та Кенігсберзькому університетах, після чого захистив докторську дисертацію в галузі державно-правових наук. 1 жовтня 1911 почав працювати у муніципальній адміністрації Золінгена, розташованого в індустріальному районі на заході Німеччини, і швидко був підвищений до заступника мера міста. Під час Першої світової війни (з 4 серпня 1914 по 31 січня 1919) служив у німецькій армії, воював на Східному фронті під командуванням генерала Еріха фон Фалькенхайна та отримав звання гауптмана (капітана). У 1918 став начальником фінансового управління німецьких окупаційних властей у Литві та Білорусі — на цій посаді він посприяв покращенню матеріального становища цих держав після того, як більшовики спустошили їхню казну, а також забезпечував їхні матеріальні та культурні потреби. З 1919 — політичний посередник у штабі 17-го армійського корпусу (Данциг), у червні 1919, перед підписанням Версальського договору, він повернувся додому у Західну Пруссію. У 1920 вступив у праву Німецьку національну народну партію, у якій перебував до 1931. У 1920-1930-х був другим бургомістром Кенігсбергу, у 1930-37 — обер-бургомістром міста. На цій посаді він багато уваги приділяв економії міського бюджету, суворому збалансуванню доходів та витрат, домагався підвищення продуктивності праці. У 1932 Герделер був рекомендований Генріхом Брюнінгом на посаду рейхсканцлера як наступник, однак його кандидатура була відхилена рехспрезидентом Паулем фон Гінденбургом. Герделер працював у радах більш ніж двадцяти організацій, у семи з них — як голова, серед них — Німецька бібліотека у Лейпцизі, Німецька муніципальна асоціація, Німецька гірничодобувна компанія у м. Ольсніц, Саксонська консерваторія (Лейпциг), муніципальні банківські асоціації та ін. У 1931—1932 та 1934—1935 обіймав посаду рейхскомісара цін. Починаючи з 1938 був визнаним лідером таємної опозиції Гітлеру та кандидатом у канцлери Німеччини.
Спочатку Карл Герделер привітав прихід до влади Гітлера та встановлення нацистського режиму, оскільки, будучи початково прихильником нацистів, вважав, що саме їхня сильна влада зможе стабілізувати політичну та соціально-економічну ситуацію в країні. Однак вже у середині 1930-х почалось наростання розбіжностей між нацистами й Герделером: він негативно ставився до їхньої економічної, расової та церковної політики. Внаслідок цього у 1935 він пішов з поста рейхскомісара цін. Геббельс, оцінивши талант Герделера, заохочував Гітлера назначити його начальником міністра сільського господарства, Вальтера Дарре, якому він не довіряв, а у жовтні 1936 — поновити на посаді рейхскомісара цін, сподіваючись переконати Гітлера дати йому шанс повернутися. Однак у 1937 Герделер залишив посаду обер-бургомістра Лейпцига на знак протесту проти знесення пам'ятника композитору Мендельсону. Після цього Герделер став радником електроконцерну «Бош АГ» у Штутгарті. На цій посаді він здійснив ряд зарубіжних поїздок: у 1937 відвідав Бельгію, Голландію, Францію та США, у 1938 — Швейцарію, Італію, Югославію, Румунію та Болгарію, у 1939 — Францію, Алжир, Велику Британію, Лівію, Єгипет, Палестину, Сирію, Туреччину та Швейцарію. У своїх записках Герделер виступав проти агресивної військової політики Німеччини, вважаючи її занадто ризикованою, надаючи натомість перевагу вирішенню зовнішньополітичних завдань мирним шляхом. Герделер мав зв'язки з банкіром Яльмаром Шахтом, великим промисловцями фірм Рейш, Бош та іншими особами, що займали солідне становище у світі економіки. Також Герделер мав контакти і з військовими — серед них генерал фон Бломберг, Вернер фрайгер фон Фріч (головнокомандувач німецької армії у 1934—1938) та голова Генерального штабу армії (з 1933 по 1938) генерал Людвіг Бек.
Після початку Другої світової війни Герделер зберігав впевненість у неприйнятності агресивного курсу, попри початкові успіхи німецької армії. Наприкінці 1940 — на початку 1941 він склав меморандум «Мета», у якому піддав критиці нацистську концепцію «вищої раси» та наголошував, що саме повага до малих націй Європи та уміння керувати їхніми долями не силою, а мудрістю допоможе Німеччині досягти панівного становища на континенті.

## Участь у антинацистській змові
Карл Герделер був однією з ключових цивільних фігур у антинацистській змові, але також співпрацював з військовими учасниками змови, в тому числі з шефом абверу Вільгельмом Канарісом, розробляв плани повоєнного державного устрою за допомогою групи професорів Фрайбурзького університету. Був основним кандидатом на посаду канцлера у новому уряді країни, хоча ряд змовників (в тому числі й Клаус фон Штауффенберг) вважала його занадто консервативним для цього. Штауффенберг вважав більш підходящою кандидатуру Юліуса Лебера, який готовий був співпрацювати з усіма політичними силами, в свою чергу Герделер дотримувався жорстких антикомуністичних поглядів.
Найбільше Герделер був обурений політикою нацистів стосовно єврейського населення. У 1938 він увійшов до групи змовників так званої «Чорної капели», ставши одним з головних прибічників фізичної ліквідації Гітлера та однією з найбільш значимих фігур серед них. Також він робив все для того, щоб попередити світ про плани фюрера, відвідавши перед поділом Чехословаччини у 1938 Лондон, перед нападом Німеччини на Польщу у 1939 Цюрих, а перед кампанією у Західній Європі 1940 — Брюссель. Після запланованого вбивства Гітлера у липні 1944 Герделер мав стати канцлером Німеччини.
За кілька днів до змови 20 липня гестапо ухвалило рішення заарештувати Герделера, однак після провалу змови він перейшов на нелегальне становище та продовжив займатися письменницькою роботою, написавши трактат про майбутнє Німеччини, яке, на його думку, залежало від дотримання християнських принципів. 8 серпня Герделер залишив Берлін та деякий час переховувався у Західній Пруссії. Проте вже 12 серпня він був виданий владі, а всі члени його родини відправлені у концтабір.
Герделер був головним підсудним на процесі у Народній судовій палаті над цивільними учасниками змови 7-8 вересня 1944, на якому він був засуджений до смертної кари. Однак приведення вироку у виконання було відкладено, і це дозволило йому за вказівкою Гіммлера працювати над програмою розвитку місцевого самоврядування, економіки та міського господарства. 2 лютого 1945 Карл Герделер був страчений у в'язниці Плетцензее, що в Берліні.

## Пам'ять
У багатьох містах Німеччини на честь Герделера названі вулиці та площі — зокрема в Берліні, Лейпцизі, Золінгені, Аахені, Франкфурті-на-Майні, Бремені, Бохумі, Леверкузені, Мюнстері та ін. На згадку про нього у 1999 було засновано премію в галузі суспільних наук. Також було випущено поштову марку з його портретом.